# Granaattoren

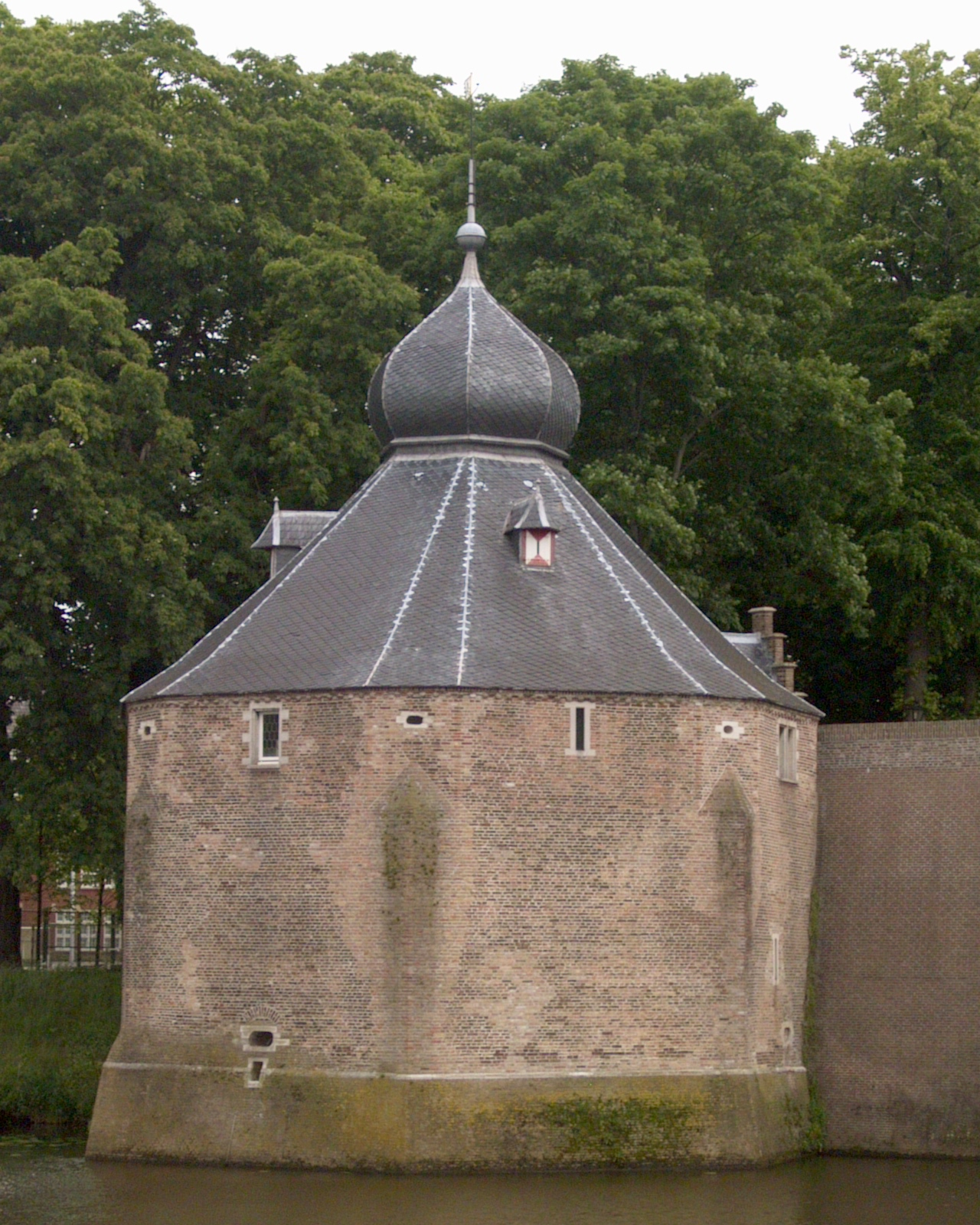
Granaattoren Spanjaardsgat

De Granaattoren is een van de twee zevenhoekige torens behorende bij het Kasteel van Breda. Deze torens, de Duiventoren en de Granaattoren, liggen aan het Spanjaardsgat, dicht bij de haven in het centrum van Breda en zijn de enige resten van de versterkingen die in 1530 door Hendrik III van Nassau aan de reeds bestaande vestingwerken werden toegevoegd.
De torens hebben hun militaire functie al lang verloren. In 1903 - 1910 zijn ze gerestaureerd, waarbij ook het bolletje op de torens is geplaatst.
Het Kasteel van Breda is sinds 1826 in gebruik door de Koninklijke Militaire Academie (KMA). In de Granaattoren is op de eerste verdieping een bar voor het personeel van de KMA gehuisvest. Op de begane grond is een rooms-katholieke kapel gevestigd.